# 裏町古墳
裏町古墳（うらまちこふん）は、現在の宮城県仙台市太白区西多賀一丁目に作られた前方後円墳である。古墳時代中期、5世紀に築造された。全長40メートル余で、裾に葺石と円筒埴輪をめぐらせた。竪穴式石室からは銅鏡1枚、刀子、鉄鏃が見つかった。1972年（昭和47年）と1973年（昭和48年）に発掘調査されたが、同年に破壊された。

## 概要
仙台平野の南部に面した三神峯丘陵の麓にある。発掘調査当時は仙台市富沢字裏町だったが、住所地名が変更になったため現在は西多賀1丁目にあたる。周辺一帯は中小規模の古墳が多く、裏町古墳もその一つである。
裏町古墳は前方部を西に向けた前方後円墳で、裾に葺石1列をめぐらせ、また円筒埴輪をおそらく後円部に3列、前方部に1列めぐらせていた。深さが一定しない浅い周溝を持っていたが、その幅は不明である。後円部の墳頂から竪穴を掘り、そこに石を積み上げて石室を作り、木棺を置いたものと思われる。内部は盗掘されていたが、発掘時に小さな青銅の乳文鏡1、鉄の刀子1、鉄の鏃1が見つかった。また、土師器・須恵器の土器片が得られた。多数の円筒埴輪も、大部分撹乱された状態で見つかった。年代は、5世紀と推定される。

## 立地
仙台平野の西の縁に位置し、名取川と広瀬川の間で名取川寄りにある。北東方、広瀬川寄りには大略同規模の一塚古墳、二塚古墳、さらに兜塚古墳がある。地域最大級の古墳は、名取川対岸の雷神山古墳と、広瀬川対岸の遠見塚古墳で、裏町古墳などはこの2大古墳にはさまれている。
裏町古墳は、三神峯丘陵の南の麓、台地状の地形の縁にある。下の低地から見上げると三神峯丘陵を背景に左に方形部、右に円形部が並んで見えたはずである。周辺には同じような立地条件の古墳が点々としていたが、どれも古墳として名づけられ調査が及ぶ前に破壊された。

## 外部構造
裏町古墳は西向きの前方後円墳で、後円部の径は27メートルあった。前方部は13メートルを残してその先が壊されていたため、正確なところは不明である。合わせて全長40メートル以上となる。前方部の幅は、後円部との接続部分で7メートル、残存箇所の最大部分で14メートルあった。基底部からの高さは後円部が4.5メートル、前方部が0.8メートルであったが、本来の後円部はこれより高かったと思われる。以上は発掘調査報告書によるもので、後に刊行された『仙台市史』は、全長50メートル、前方部の長さ15メートル余り、後円部の高さ約6メートル、前方部の高さ約3メートルとしている。
墳丘には、円筒埴輪がめぐらされた。原位置がわかるものは少なかったが、後円部では三重の円として、前方部では縁辺に配置され、前方部と後円部の接点に他と異なる小型の埴輪が置かれたと推定される。形象埴輪はなかった。
墳丘の裾には葺石が帯状に付けられた。その幅は後円部で約1.5から約1.7メートル、高さにして約60から80センチ。葺石の幅は、直径20から30センチの礫を、後円部では8から9個積み上げて作られた。
裾から3、4メートルほど離れた外側に、溝が掘られていた。深さは25センチメートルから80センチメートルと浅い。底にある固い砂礫層を掘り抜けなかったためと推定される。外側の縁を検出できなかったため、幅は不明である。

## 内部構造
後円部のほぼ中央直下に、東西約5メートル、南北約2.5メートルの長方形の竪穴が掘り込まれ、その床に河原石で石室が築かれた。発掘時の墳頂から床までは約1メートルあった。
石室は盗掘によって一部破壊されていたが、東西3.6メートル、南北0.8メートルの長方形であった。床と壁を15センチから50センチの扁平な河原石で積み上げ、床には約5センチの礫を敷き詰めた。石室内部に落ちこんだ石の中には一辺約30センチ、厚さ約5センチメートルの板状の石が混じっており、蓋石が盗掘で割れたものと推測される。
石室は盗掘を受けており、棺は確認できなかったが、副葬品として見つかった乳文鏡の鏡面に木質が薄く付着していたという。副葬品には他に刀子1、鉄鏃1、土師器の壺が1つ見つかった。

## 出土遺物

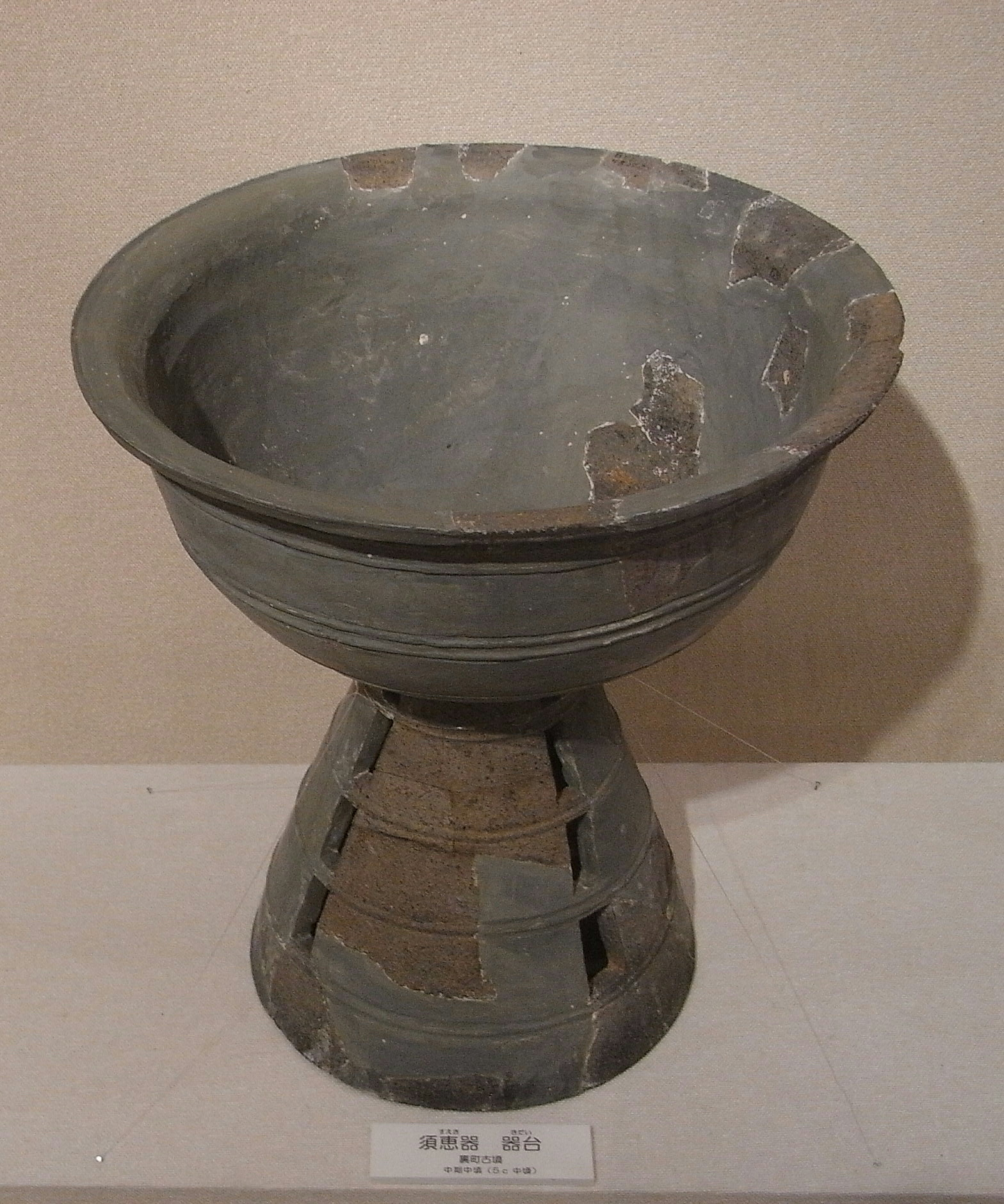
須恵器器台

石室から得られた青銅鏡の大きさは、直径9センチ、厚さは2.5ミリから1.5ミリの小型のものである。鈕の孔にひもが通されていた。刀子は刃の長さが8.7センチ、茎の長さが3.8センチで、刃に櫛の跡が錆び付いて残っていた。鏃は細長く刀のような先端で、10.6センチ以上あった。鏡の文様から、発掘時は「珠文鏡」とされたが、後に「乳文鏡」と改められた。2ヶ所の不定形の盛り上がりがあり、亀裂を鋳掛によって修理したところとされる。
須恵器の破片から11個、土師器の破片から6個が原型を推測できる土器として見つかったが、うち土師器の内黒坏4個は平安時代のものである。多くは盗掘跡から見つかっており、一つは盗掘時に墓から持ち出されたものと確認できる。発掘報告書によれば、土器類は石室の外に置かれのではないかという。須恵器の中には、近くの金沢窯跡で似たものがあった。
埴輪は、全体を組み立てられるものが少なかったが、筒型円筒埴輪と朝顔形埴輪の破片が多数見つかった。。近くにある富沢窯跡から供給された。
他に、鎌倉時代のものと思われる片口土器1と椀形土器1、縄文土器の破片が見つかった。

## 発掘と現況
1949年（昭和24年）に伊東信雄が観察したときには、畑の中の杉林の中にあって視界がきかなかった。そのため伊東は前方部を見て取れず、径20メートルほどの円墳と考えた。後円部の頂には石祠があり、円筒埴輪の破片があった。
その後、1972年（昭和47年）の仙台市教育委員会による文化財確認調査までに、周囲は宅地に変貌し、杉の木も切り払われていた。調査に訪れた岩渕康治は前方後円墳ではないかと考えた。このとき、古墳の南4分の1は宅地のため削られており、増築のため残りを削り取る工事にとりかかる直前であった。工事を中止し、古墳の形を確認するために同年12月20日から27日まで第1次の発掘調査が実施された。これにより長さ40メートル以上の前方後円墳であることが確かめられ、続いて翌年6月30日から8月3日まで、第2次の発掘調査を行なった。調査後、8月23日から25日にかけて古墳は削平、破壊された。